# Grubbehoeve

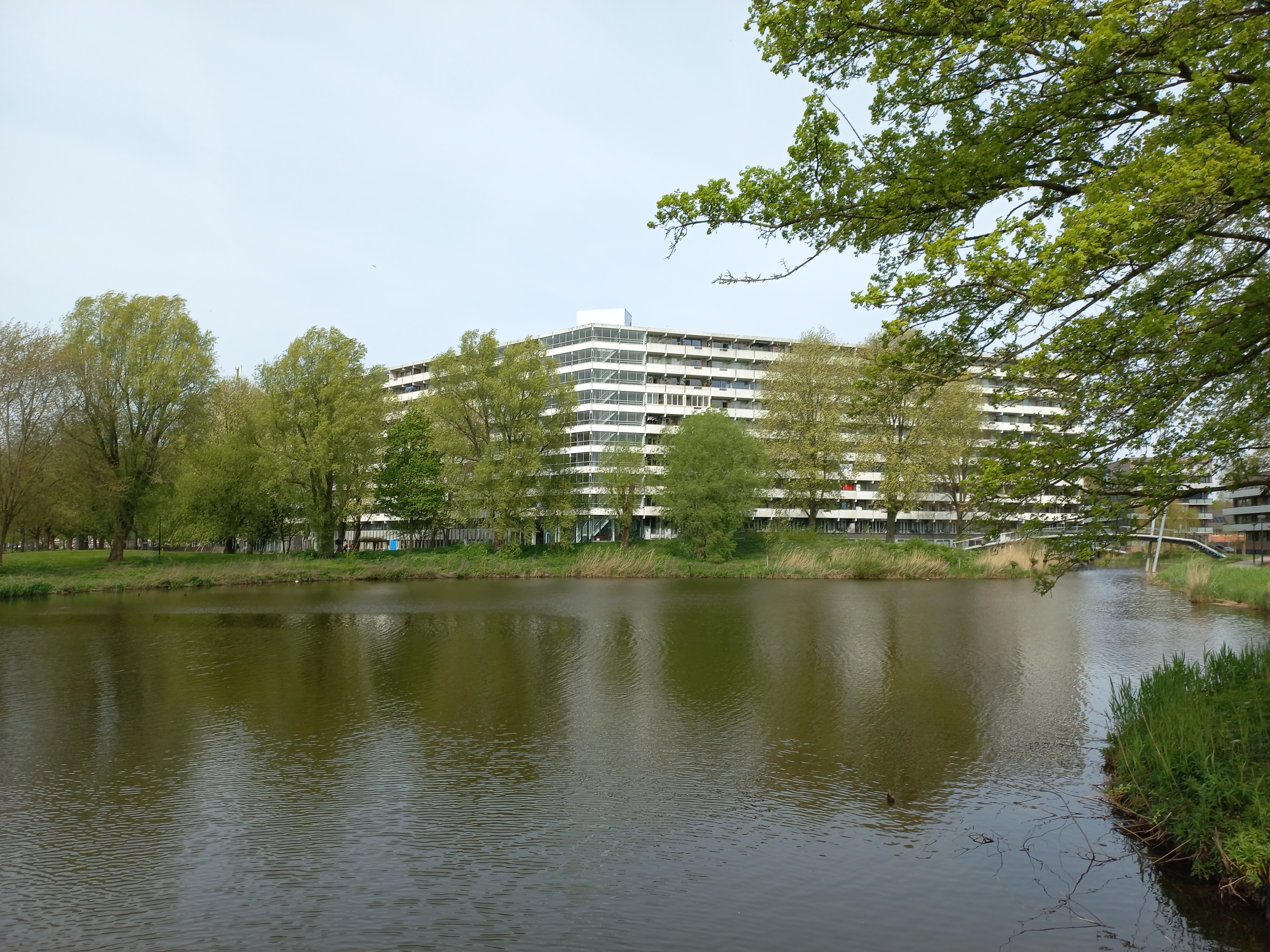
Grubbehoeve gezien vanaf het zuiden (april 2024)

Grubbehoeve is een straat en flatgebouw in Amsterdam-Zuidoost.
De straat en flat kregen hun naam op 25 juni 1969 waarbij vernoemd werd naar boerderij Grubbe Hoeve nabij Albergen. De flat was in 1969 opgeleverd in een serie van vier honingraatflats ten zuiden van de Bijlmerdreef: Gooioord, Groeneveen, Grubbehoeve en Grunder. Het basisprincipe was voor alle vier de flats hetzelfde, hoogbouw met galerijen en een gemeenschappelijke ruimte. Per flat was een architect ingeschakeld, die binnen die richtlijnen mocht ontwerpen; voor Grubbehoeve was dat Fop Ottenhof. Grubbehoeve werd opgebouwd uit drie segmenten en heeft een plattegrond in de vorm van een schematisch weergegeven rivierbedding, een middenstuk met twee vleugels.
De honingraatflats brachten niet het verwachte succes, werd al amper zes jaar na oplevering geconstateerd. De eerste flat die een hevige wijziging onderging was Groeneveen. Deze flat werd getroffen door de Bijlmerramp in 1992; het gevolg was dat twee van de vijf segmenten moesten worden afgebroken. De Bijlmerramp zorgde ervoor dat het gebied rondom die flat grondig gesaneerd werd; hoogbouw maakt daarbij plaats voor laagbouw. Het betekende voor de drie overgebleven ongewijzigde flats dat Grunder gesloopt werd en dat de parkeergarages behorend bij die drie flats werden gesloopt. Er werd lang over Grubbehoeve vergaderd, de flat kwam steeds verder leeg te staan door junkies en andere onverlaten. Vooral werd de toenmalige binnenstraat gebruikt door drugsverslaafden, daklozen, dealers en andere mensen, zodat ze toch droog bleven en soms moeilijk te vinden waren, in de 400 meter lange binnenstraat, met veel "schuilplekken". 
Overgebleven bewoners wilden hun ruime woningen echter niet kwijt. Grubbehoeve kreeg twee onderdoorgangen voor voet- en fietspaden, bovendien kreeg het de heuvelbrug 1437, die aansloot op de galerij op de eerste verdieping. De onderdoorgangen bestaan nog, de heuvelbrug is gesloopt.
Het zou uiteindelijk tot 2003 duren voordat een grootscheepse renovatie en herindeling op gang kwam onder leiding van Koen Crabbendam van CASA Architecten. De belangrijkste elementen waren daarin het verdwijnen van de privéboxen op de begane grond; daar kwamen woningen en kantoren voor in de plaats en gedeeltelijke afscherming van de loopstraten met glas. De eigenaar Rochdale wist een aantal van de 313 flats verdeeld over tien verdiepingen (waarvan negen verdiepingen met een galerij, met trap en lift bereikbaar) te verkopen onder de noemer Koop je eigen Bijlmer (KJEB), waarbij je eigenlijk een casco koopt, die je zelf verder mag afbouwen. Het betekende opnieuw een gedeeltelijke teloorgang; de kopers hadden geen enkele binding met de flat dan dat ze er woonden en opnieuw ging de flat achteruit. Toen in 2009 de renovatie van de gehele flat klaar was, bleek de situatie gestabiliseerd. Overleg tussen bewoners (onder andere Bijlmerbelievers), Bijlmermuseum, woningbouwvereniging en architecten bleek de samenhang (een van de uitgangspunten in de Bijlmermeer) te herstellen. Overgebleven zijn dan 150 sociale huurwoningen en 163 koopappartementen. De verbouwing kostte circa dertig miljoen euro. Speciaal voor deze flat is de collectieve ruimte bewaard gebleven. Op de begane grond zijn allerlei bedrijven en winkels, ook gezamenlijke bergingen voor fietsen, die niet zo veilig zijn als ze lijken. Op de eerste etage bevinden zich appartementen die veelal via een afgesloten portiek op de begane grond (aan de straatzijde) bereikt kunnen worden. Boven de hal en boven de gezamenlijke bergingen, zijn ook appartementen. De binnenstraat, is op een klein 'historisch' stukje na verdwenen tijdens de grote renovatie.
Naar eigen zeggen van het architectenbureau won ontwerp en uitvoering van de renovatie de Zuidoost Architectuurprijs 2009 en de Metropoolprijs voor gebiedsontwikkeling 2009.
Grubbehoeve is de naamgever van een vijver ten zuiden van de flat; deze heet in de volksmond Grubbezee; daarin staat het beeld Mama Aïsa, een idee van Henno Eggenkamp, die al vanaf het begin in de Grubbehoeve woont.